# Made in Heaven: The Films
A Made in Heaven: The Films a brit Queen együttes videója, amely a Freddie Mercury énekes halála után négy évvel, 1995-ben kiadott Made in Heaven című albumuk dalaihoz készült kilenc rövidfilmet tartalmazza. A Brit Filmintézet (British Film Institute) közreműködésében fiatal rendezők által készített filmetűdöket első ízben a cannes-i filmfesztiválon mutatták be 1996 májusában, továbbá más filmfesztiválok mellett az 53. Velencei Nemzetközi Filmfesztivál nyitóprogramjában is szerepelt. A DVD 2013-ban 25 ezres eladásal aranylemez lett.
A videó 2003-as DVD kiadására az eredeti tartalom mellett a We Will Rock You musical werkfilmje is felkerült bónuszként.

## Tartalom
1. I Was Born to Love You
2. Evolution (Heaven for Everyone)
3. Heart-Ache (Too Much Love Will Kill You)
4. My Life Has Been Saved
5. You Don't Fool Me
6. Outside-In (A Winter's Tale)
7. Return Trip (Let Me Live)
8. Mother Love
9. Made in Heaven (closing titles)

DVD kiadás bónusza
- Making of 'We Will Rock You' musical